# Spider’s Web (portal internetowy)
Spider’s Web (spidersweb.pl) – polski serwis internetowy poświęcony tematyce technologicznej oraz okołotechnologicznej. Centralny punkt nieformalnej Grupy Spider’s Web, w skład której wchodzą serwisy poruszające również inną problematykę.

## Historia
Powstał w 2008 roku z inicjatywy ekonomisty Przemysława Pająka, który pozostaje redaktorem naczelnym serwisu. Początkowo miał charakter osobistego bloga przedstawiającego opinie i analizy na temat fascynujących autora kwestii, nie tylko z branży technologii, jednak wraz z powiększaniem się redakcji o kolejnych publicystów w 2010 roku przerodził się w klasyczny serwis internetowy. Dzięki długoterminowej kampanii reklamowej zawartej w 2012 roku z jednym z wiodących producentów smartfonów, Pająk odszedł ze swojej dotychczasowej pracy, by w całości poświęcić się blogowaniu.
W 2013 roku Spider’s Web dostrzegając dynamicznie rozwijający się rynek mediów strumieniowych oraz kultury cyfrowej uruchomił dodatkowy blog poświęcony rozrywce i kulturze konsumowanym przy użyciu nowoczesnych technologii – sPlay.pl. W późniejszych latach zmieniał on nazwę: chwilowo na Rozrywka.Blog, a finalnie na Rozrywka Spider’s Web. Redaktorem prowadzącym bloga jest Konrad Chwast.
Pod koniec 2014 roku, Spider’s Web uruchomił swój kanał w serwisie YouTube, Spider's Web TV. W 2023 roku, Spider's Web zaczął regularnie publikować formy wideo na nowym kanale @spiderswebpl na TikToku oraz na swoich dotychczasowych profilach w mediach społecznościowych. Głównym twórcą pionowego wideo został Oliwier Nytko, który odszedł z Vibez.pl.
W 2018 roku na skutek dużego zainteresowania tematyką technologii w motoryzacji, Spider’s Web uruchomił Autoblog – specjalny serwis przeznaczony dla miłośników samochodów. Pierwszym redaktorem prowadzącym został branżowy dziennikarz, Tymon Grabowski, znany pod pseudonimem „Złomnik”. W 2020 roku, stanowisko redaktora prowadzącego Autobloga objął Grzegorz Karczmarz.
Również w 2018 roku wystartował serwis Spider’s Web Ukraina – pierwszy niepolskojęzyczny serwis grupy przeznaczony dla mieszkających w Polsce obywateli Ukrainy.
Natomiast w 2019 roku Grupa Spider’s Web uruchomiła Bizblog – serwis internetowy poświęcony biznesowi, finansom, bankowości oraz fintechom. Redaktorem prowadzącym został Arkadiusz Braumberger, który odszedł z Wirtualnej Polski.
W listopadzie 2014 roku Spider’s Web osiągnął pierwszy milion unikalnych użytkowników miesięcznie. Od tego czasu rozpoczął się dynamiczny wzrost serwisu, który skutkował osiągnięciem na koniec 2021 roku zasięgu 9,31 mln unikalnych użytkowników w skali miesiąca wg Google Analyticsa, co było najlepszym wynikiem w historii grupy.
Równocześnie w grudniu 2021 roku w badaniu Megapanel PBI/Gemius serwis miał 6,627 mln realnych użytkowników oraz został ponownie liderem kategorii „nauka i technologie” wg Gemiusa, wyprzedzając konkurencyjne serwisy Onetu (Komputer Świat) i Wp.pl (Dobre Programy) zarówno pod kątem zasięgu, jak i generowanych odsłon.

## Bezprawnik
W 2015 roku Przemysław Pająk oraz prawnik Jakub Kralka powołali do życia spółkę wydającą serwis internetowy Bezprawnik, poświęcony tematyce prawa, finansów, prowadzenia działalności gospodarczej i spraw społeczno-konsumenckich. Redakcję witryny tworzą praktykujący prawnicy wspierani przez dziennikarzy i blogerów. Według Megapanelu PBI/Gemius w styczniu 2019 roku Bezprawnika czytało blisko 1,5 miliona realnych użytkowników miesięcznie.